# Leucania heterodoxa
Leucania heterodoxa là một loài bướm đêm trong họ Noctuidae.